# Escut de Berlín
L'escut de la ciutat de Berlín ve definit per la següent descripció heràldica, inclosa a la Llei de símbols del Lander de Berlín, aprovada pel govern federal a 13 de maig de 1954: En un camper d'argent, un os rampant de sable armat i amb llengua de gules. Al timbre, una corona d'or decorada amb vuit flors del mateix metall, cinc de les quals són vistes.
L'origen d'aquest escut és, encara avui dia, desconegut. Tot i així, és probable que la seva adopció sigui un homenatge al duc Albert I de Brandenburg, conegut popularment com l'os. Hom també afirma que aquest escut podria fer referència a la primera meitat del nom de la ciutat en alemany: Bär, traduït com a os.
L'escut fou emprat com a símbol de Berlín Occidental des de la seva aprovació fins a la reunificació alemanya de 1990. Des de llavors, aquestes han esdevingut les armes de la ciutat reunificada.

## Font
- Descripció de la bandera i l'escut de la ciutat de Berlín, a Flags of the World. (anglès)